# 皇泽寺摩崖造像

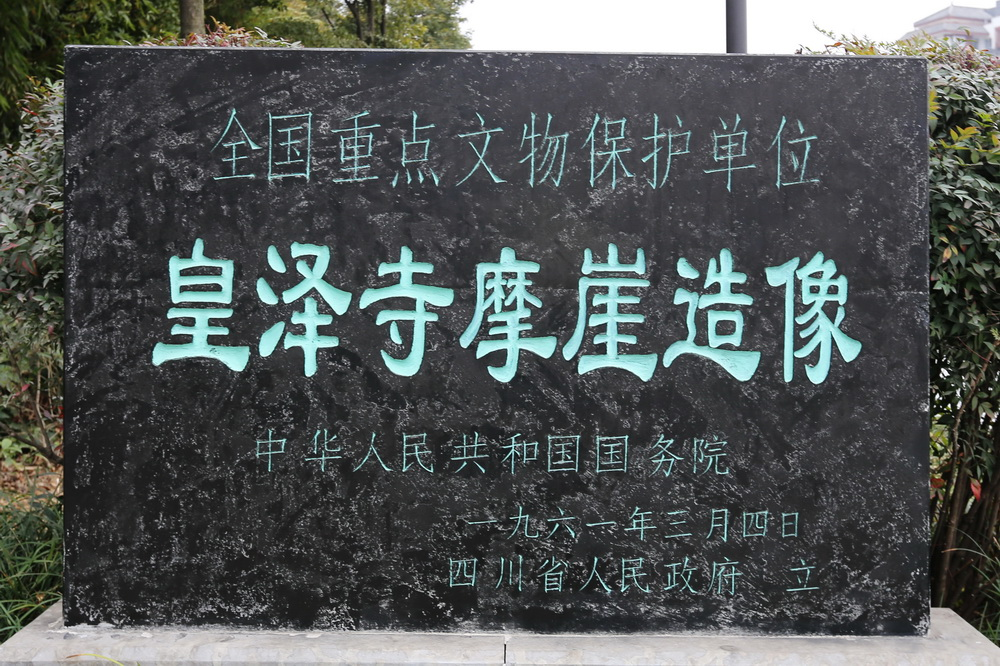
国保碑

皇泽寺摩崖造像位于中国四川省广元市城西，嘉陵江西岸，乌龙山脚下。1956年8月16日公佈為四川省第一批歷史及革命文物保護單位。1961年3月4日列為第一批全國重點文物保護單位。1980年7月7日重新公佈為四川省第一批文物保護單位。
皇泽寺摩崖造像与敦煌莫高窟相似，均为先开窟，后建寺。造像始凿于北周，盛于唐代。现存龛窟50个，大窟6个，造像千余尊。
隋文帝第四子蜀王楊秀曾在此開龕造像，傳說造成之后將自己的像塑于佛像背后。